# Jilotepec (region)
Jilotepec (spanska: Región VIII Jilotepec) var en region i delstaten Mexiko. Den var en av de åtta först bildade regionerna i delstaten, och finns med i arkiv från 1986. Den hade en area på 2 133 kvadratkilometer, vilket motsvarade 9,48% av delstatens yta.
Hela regionen ingår numera i regionen Atlacomulco.

## Kommuner i regionen
Regionen bestod av dessa sju kommuner år 1986.
- Aculco
- Chapa de Mota
- Jilotepec
- Polotitlán
- Soyaniquilpan de Juárez
- Timilpan
- Villa del Carbón